# オグとマムパトのイースター島大冒険
『オグとマムパトのイースター島大冒険』（オグとマムパトのイースターとうだいぼうけん、スペイン語  Ogú y Mampato en Rapa Nui ）は、2002年のチリ初の長編アニメーション映画 。監督はアレハンドロ・ロシャス。テモ・ロボスによるチリの新聞漫画『マムパト』を原作とする。